# John Elefante
John Elefante (Levittown, 18 marzo 1958) è un musicista, produttore discografico e cantautore statunitense, frontman dei Kansas dal 1981 al 1986 e membro dei Mastedon dal 1987.

## Discografia
Con i Kansas
- 1982 - Vinyl Confessions
- 1983 - Drastic Measures
- 1984 - The Best of Kansas

Con i Mastedon
- 1989 - It's a Jungle Out There!
- 1990 - Lofcaudio
- 2009 - 3
- 2010 - Revolution of Mind (ediz. nordamericana di 3)

Solista
- 1995 - Windows of Heaven
- 1997 - Corridors
- 1999 - Defying Gravity
- 2013 - On My Way to the Sun